# Podnoszenie ciężarów na Letnich Igrzyskach Olimpijskich Młodzieży 2010 – kategoria poniżej 63 kilogramów dziewcząt
Zawody dziewcząt w kategorii poniżej 63 kilogramów w podnoszeniu ciężarów na Letnich Igrzyskach Olimpijskich Młodzieży 2010 odbyły się 17 sierpnia w Toa Payoh Sports Hall w Singapurze.

## Wyniki
| Rk | Zawodniczka      | Grupa | Waga ciała | Rwanie (kg) | Rwanie (kg) | Rwanie (kg) | Rwanie (kg) | Podrzut (kg) | Podrzut (kg) | Podrzut (kg) | Podrzut (kg) | Razem (kg) |
| Rk | Zawodniczka      | Grupa | Waga ciała | 1           | 2           | 3           | Rezultat    | 1            | 2            | 3            | Rezultat     | Razem (kg) |
| -- | ---------------- | ----- | ---------- | ----------- | ----------- | ----------- | ----------- | ------------ | ------------ | ------------ | ------------ | ---------- |
|    | Żazira Żapparkuł | A     | 62.51      | 87          | 87          | 90          | 90          | 107          | 115          | —            | 115          | 205        |
|    | Diana Achmietowa | A     | 58.88      | 89          | 92          | 94          | 94          | 110          | 114          | 114          | 110          | 204        |
|    | Aremi Fuentes    | A     | 62.11      | 85          | 85          | 88          | 88          | 106          | 110          | 112          | 106          | 194        |
| 4  | Neslihan Okumuş  | A     | 62.31      | 85          | 87          | 89          | 87          | 106          | 109          | 109          | 106          | 193        |
| 5  | Patricia Llena   | A     | 62.95      | 75          | 80          | 83          | 83          | 95           | 100          | 100          | 95           | 178        |
| 6  | Michelle Kahi    | A     | 62.43      | 69          | 74          | 74          | 74          | 85           | 92           | 95           | 92           | 166        |
| 7  | Jessica Beed     | A     | 62.11      | 70          | 75          | 75          | 75          | 90           | 93           | 93           | 90           | 165        |